# Synnøve Anker Aurdal
Synnøve Anker Aurdal (Oslo, 8 de diciembre de 1908 – 2 de abril de 2000) fue una noruega artista textil. Sus premios incluyen Jacob-prisen, Maihaugenprisen, la Medalla del Príncipe Eugenio, el Premio Honorífico del Consejo Noruego de las Artes y la Orden de San Olaf.

## Primeros años y vida personal
Anker Aurdal nació en Kristiania (ahora Oslo), Noruega, hija de Nils Botvid Anker (1878–1943) y Gudrun Nilssen (1875–1958). Era hermana del bibliotecario Øyvind Anker (1904–1989) y nieta del educador Herman Anker (1839–1896). Estuvo casada con el pintor Leon Aurdal (1890–1949) desde 1944 hasta su muerte en 1949. Se casó con el pintor y escultor Ludvig Eikaas (1920–2010) en 1949. Recibió educación privada en Lillehammer y estudió en la Escuela Estatal de Industrias Femeninas (Statens lærerhøgskole i forming) en Oslo de 1932 a 1934.

## Carrera
En 1941, Anker Aurdal realizó su primera exposición en la Asociación de Artistas de Oslo. Sus obras incluyen Flammedans de 1955, Blå rytmer de 1956 y Telegram de 1968. En 1958, ganó conjuntamente el concurso para la decoración textil de Håkonshallen en Bergen. Su obra Høyseteteppet (1958–1961) aparece en Håkonshallen junto con obras de los artistas Sigrun Berg y Ludvig Eikaas. Representó a Noruega en la Bienal de Venecia en 1982.
Fue galardonada con el Jacob-prisen en 1967 y el Maihaugenprisen en 1969. En 1978, recibió el Premio de Arte de la Ciudad de Oslo (Oslo bys kunstnerpris). Fue nombrada Caballero, Primera Clase, de la Orden de San Olaf en 1980.
En 1990, recibió la  Medalla del Príncipe Eugenio, y en 1991 el Premio Honorífico del Consejo Noruego de las Artes (Norsk kulturråds ærespris).